# Aeroporto de Munique-Franz Josef Strauss
O Aeroporto de Munique (em alemão: Flughafen München) (IATA MUC, ICAO: EDDM) é um aeroporto alemão localizado a 28 km a nordeste de Munique e é uma base da Lufthansa e dos seus parceiros da Star Alliance. O aeroporto ocupa parte de quatro municípios: Freising, Oberding, Hallbergmoos e Marzling. O aeroporto é nomeado em homenagem ao político bávaro Franz Josef Strauss. Em 2014, o aeroporto teve um tráfego de 39 milhões de passageiros, tornando-o o segundo aeroporto mais movimentado na Alemanha e sétima na Europa e no 30º lugar internacionalmente. Skytrax nomeou o Aeroporto de Munique como o melhor aeroporto da Europa e como terceiro melhor aeroporto do mundo, depois do Aeroporto de Singapura e o Aeroporto Internacional de Incheon.

## História
Iniciou as suas operações em 1992, substituindo o antigo Aeroporto de Munique-Riem. Para a construção deste aeroporto, quinhentos habitantes tiveram de ser deslocados de uma comunidade chamada Franzheim, demolida em 1980. Os habitantes foram reassentados em outros locais da área.

## Terminais
O aeroporto é divido em três setores: Terminal 1, Terminal 2 e uma área comum de conexão. Cada terminal é composto por halls onde as empresas de transportes aéreos disponibilizam as suas instalações.